# Daniel López Barreto
Daniel López Barreto (Las Toscas, Santa Fe, Argentina; 8 de abril de 1908 - Buenos Aires, Argentina; 21 de diciembre de 1982) fue un músico, compositor, historiador y pianista argentino. Es conocido por ser el autor del tema  La uruguayita Lucía.

## Carrera
Oriundos de Santa Fe, por razones políticas, sus padres emigraron a Entre Ríos, Corrientes y luego al Chaco en cuya capital, Resistencia, debutó él en 1914 en el piano del Cine Massini.
En 1916 lo llevan a Buenos Aires y años más tarde ingresa a la Escuela Naval; en el segundo viaje de instrucción que realiza con la Fragata Sarmiento deserta en la ciudad libre de Tánger en el año 1922 con un compañero llamado González del Solar, luego juez de instrucción. La necesidad lo induce a ingresar a la Legión Extranjera con su compañero y un amigo catalán. Para despedirse acuden al Cabaret Lumière Du Midi donde unos marineros ingleses arman descomunal desorden por falta de música; entonces su amigo catalán le ofrece al dueño del local los servicios musicales de Barreto y por espacio de ocho meses tocó en ese lugar. Allí lo escucha un matrimonio alemán, cuya mujer es profesora de música y canto, lo toman bajo su protección y lo conducen a la isla de Ibiza una de las Baleares, donde le imponen un duro curso musical con el que al cabo de un año obtiene una técnica perfecta. Luego de viajar por toda Europa decide volver a su país. Ni bien desembarca es detenido y conducido al regimiento disciplinario de Las Lomitas (Formosa) donde es confinado por un año. Sale en 1928 y se dirige a Buenos Aires. Alguien le indica la editorial musical de Juan Rivarola como punto de reunión de músicos populares.
En 1929 formó el trío Panchito Cao-Gutiérrez-López Barreto para actuar en las radios Nacional, Cultura y Porteña. Por ese mismo tiempo integra el sexteto de Ernesto de la Cruz con quien actúa en el Teatro San Martín, en la Asociación Wagneriana, el Teatro Apolo y otros lugares.
Además de ser pianista de Firpo y de De La Cruz, también lo fue de Luis Petrucelli, del dúo Magaldi-Noda, del Trío N° 1 con Ciriaco Ortiz y Cayetano Puglisi, y acompañó a Tito Schipa en una velada que dio en la quinta de Enrique Larreta, entre muchísimas otras funciones.
Grabó en discos Victor y Odeón y puso música a varias películas argentinas: Juan Moreira, Canillita, Santos Vega vuelve, El último perro, La mujer más honesta del mundo, La virgen morena y El lazo de agua.
Viajó por el mundo entero como concertista y director de orquesta. Fue poseedor de una vasta cultura musical. Hablaba siete idiomas y once lenguas aborígenes del Norte, Centro y Sur de América. Sus diccionarios están traducidos por la famosa Universidad de Harvard, Estados Unidos, fue creador de la Escuela de Danzas Folklóricas Argentinas y de cursos de extensión universitaria.
Sus composiciones sinfónicas están incluidas en repertorios de las mejores orquestas europeas. En lo folklórico es autor de  innumerables piezas, ya clásicas en el acervo autóctono como De sol a sol, La canción de la quena, De regreso, Polvo de los caminos y La canción de los surcos. Fue poseedor de la mayor colección bibliográfica sobre historia musical argentina, con una documentación comparada, pocas veces conocida. Sus escritos son publicados en todas las universidades de América y Europa. Se desempeñó hasta sus últimos años como profesor de música e historia de la música. 
En la canción popular fue pianista y arreglador con Roberto Firpo, y maestro de canto de todas las generaciones de intérpretes, a muchos de los cuales lanzó a la popularidad. Es autor además del famoso tango La uruguayita Lucía que también grabó Carlos Gardel.

## López Barreto y Gardel
Conoció a Carlos Gardel en la casa grabadora de Max Glücksmann cuando dicha casa organizó el gran concurso de honor de tangos que era amenizado por la típica Firpo, siendo él su pianista. Después lo encontró muchas veces en el ambiente y en Europa; de una de aquellas actuaciones de París recordaba una anécdota jocosa que prefería contarla sobre muchas otras vividas cerca del cantor.
Sucedió por 1929 cuando Carlitos actuaba en un teatro de París y él entre bambalinas escuchaba la audición del astro acompañado por sus guitarristas. Después de haber interpretado dos o tres tangos con la sala repleta de público que aplaudía a rabiar y mientras saludaba inclinándose, le oyó decir en medio del ruido de los aplausos: —«¡Pero qué saben estos franchutes de tango...!» Mientras Barbieri le llamaba la atención diciéndole: —«Cállese don Carlos, que lo pueden oir». —«No me entienden —contestó Gardel— y además lo digo a la sordina», mientras los guitarristas agachaban las cabezas escondiendo sus risas.

## Filmografía[5]
- 1956: El último perro
- 1950: Campeón a la fuerza
- 1947: La mujer más honesta del mundo
- 1947: El hombre del sábado
- 1947: Santos Vega vuelve
- 1944: El lazo de agua
- 1943: La virgen morena (en México)
- 1936: Canillita
- 1936: Juan Moreira

## Composiciones[6]
- De sol a sol
- La canción de la quena
- De regreso
- Polvo de los caminos
- La canción de los surcos
- La uruguayita Lucía (también conocida como Cuna de los bravos)
- Primera lágrima (1928) con colaboración de Enrique Saborido, Roberto Firpo, los hermanos Santa Cruz, Ernesto de la Cruz, Julio César Sanders, Eduardo Pereyra y Juan Velich
- Calumnia
- Canillita
- Marejada
- El Gaucho Ramón
- Pa' muestra basta un botón
- El alazán tostao
- El regreso
- En la mala
- Esperanzas
- Bichito de San Antonio
- El gateao de Don Secundino
- Pronto volverás
- Cuna de los bravos treinta y tres

## Premios
- Premio en el Festival Mozart de 1929 en Salzburgo.
- En el año 1947 obtuvo el Primer Premio para la mejor  producción musical cinematográfica por la película Santos Vega vuelve.